# Junák
Junák, sau mai precis  Junák – svaz skautů a skautek ČR (Junák – Asociația cercetașilor și ghidelor din Republica Cehă) este cea mai mare organizație de ghizi și cercetași din Cehia. Fondat în 1911, Junák este cea mai mare organizație de tineret din țară, având aproximativ 45000 membri (din care 19196 membri WOSM și 25568 membri WAGGGS).

## Istorie
Junák, organizație apolitică, bazată pe voluntariat, deschis tuturor, a fost fondat în anul 1911 de Antonín Benjamin Svojsík, care, după o întâlnire cu cercetașii britanici, a decis să fondeze o mișcare asemănătoare în țara lui. În 1910, inspirat de cartea lui Robert Baden-Powell, Svojsík a scris Základy junáctví (Fundamentele cercetășiei), primul manual pentru cercetașii care existau deja pe teritoriul ceh. În această carte a combinat sistemul educațional al lui Baden-Powell, ideile lui E. T. Seton (scriitor, călător și pictor american, fondatorul mișcării Woodcraft) și tradițiile poporului ceh. Publicarea cărții a fost urmată de un camp experimental în anul 1912. Participanții au parcurs toată distanța de 200 km pe jos, iar bagajele lor au fost transportate pe un singur car împins de ei. Junák - Český skaut era un model urmat de multe alte organizații de cercetași fondate în acea perioadă.
Cercetășia din Cehia are o istorie lungă și deosebită. Organizația independentă Junák a fost fondată în luna iunie a anului 1914, iar în același an a apărut și prima ediție al buletinului informativ numit Cercetășie; președintele organizației era dr. Čeněk Klika. După o lună a început primul război mondial și o mare parte a liderilor au fost chemați la datorie. În ianuarie 1915 și-au început activitatea primele ghide sub conducerea lui Vlasta Koseová și în curând a fost fondată departamentul pentru educație a ghidelor. În vara aceluiași an prima companie de ghide organiza o tabără pe malul Vltavei.
În 1918, în timpul formării Primei Republici Cehoslovace, cercetașii cehi și-au oferit ajutorul în mai multe domenii, de exemplu patrulau locuri și clădiri importante, dar de fapt sunt renumiți pentru serviciul lor de distribuire a corespondenței oficiale în Praga. Au avut timbrele lor proprii, care în zilele noastre sunt foarte rare și la un preț înalt între colecționari – acestea erau primele timbre de cercetași din lume. Pe 21 decembrie 1918, când președintele Tomáš Garrigue Masaryk s-a întors din exil, serviciul poștal al cercetașilor a fost restabilit. Numărul cercetașilor în noua republică era în creștere; în 1922 a avut loc un festival național în Praga, pentru a sărbători zece ani de la începutul cercetășiei. După război, asociațiile diferite au format Federația Cercetașilor și Ghidelor din Cehoslovacia, devenind apoi membri fondatori al Organizației Mondiale a Mișcării Cercetășești, Svojsík fiind ales ca membru al Comisiei Mondiale.
Înainte de al doilea război mondial, Junák era pe locul trei la nivel european și pe locul șapte la nivel mondial, privind numărul de membri; în 1936 erau deja 70000 de cercetași în Cehoslovacia. Junák a candidat pentru organizarea jamboreei mondiale din 1933; în 1931 a avut loc jamboreea cercetașilor slavi, drept pregătire pentru evenimentul mondial. În final campul a fost organizat în Ungaria. Cercetașii cehi au participat la toate jamboreele mondiale în perioada 1920-1937. În 1937, la jamboreea din Olanda, contingentul ceh avea 314 membri.
Antonín Benjamin Svojsík a murit pe 17 septembrie 1938. Ghidele și cercetașii cehi s-au unit în 22 ianuarie 1939 și au fondat noua organizație Junák; mișcarea a fost interzisă în toamna anului 1940 de către secretarul german de stat Karl Hermann Frank, pe toată perioada ocupației naziste. Mulți dintre cercetași s-au alăturat rezistenței, peste 700 dintre aceștia au murit în timpul războiului. După război, în 1945, mișcarea a fost registrată din nou în Praga. În vara anului 1946 Lady Olave Baden-Powell a vizitat Cehoslovacia unde a fost primită cu căldură. În această perioadă, în loc de participare la tabere de vară, cercetașii ofereau ajutor localnicilor în agricultură.
În 1948, după lovitura de stat a comuniștilor, Junák a fost desființat; începând din 1949, mulți lideri au fost aduși în fața instanței, unii dintre ei fiind condamnați la mulți ani de închisoare în taberele de concentrare comuniste, iar câțiva dintre ei au și murit în aceste tabere. Multe unități au continuat să se întâlnească în secret, iar în 1968, după Primăvara de la Praga, și-au reluat activitatea și în mod public, până în octombrie 1970, când mișcarea a fost iarăși interzisă. În acea perioadă erau 65000 cercetași în Republica Socialistă Cehoslovacă, mulți dintre ei continuând activitea în secret.
După revoluția de catifea în 1989, Junák era între primele organizații care a ieșit la vedere din activitea secretă; la sfârșitul acelui an numărul cercetașilor ajungea la 80000. Pe 1 februarie 1990 a fost înregistrată oficial Federația cercetășiei cehe și slovace, care mai târziu a devenit membru al Organizației Mondiale. După 31 decembrie 1992, Český Junák și Slovenský skauting aplicau separat pentru calitatea de membru al Organizației Mondiale (Junák – svaz skautů a skautek a fost primit ca al 141-lea membru WOSM în 1996). În 1998 Junák este membru fondator al Consiliului Ceh pentru Copii și Tineret. Atunci număra 57979 membri, iar în vara acelui an 32177 dintre ei au participat în una din cele 1361 tabere organizate. În 2001 Junák a fost gazda Conferinței Europenee al Ghizilor și Cercetașilor.

## Organizație și structură
Cercetașii din Junák sunt membri al WOSM (World Organization of the Scout Movement), ghidele sunt membre WAGGGS (World Assotiation of Girl Guides and Girl Scouts) iar adulții fac parte din ISGF (International Scout and Guide Fellowship). 
Asociația are în jur de 45000 membri într-o țară cu 10,3 milioane de locuitori. Junák este împărțit în 14 regiuni, iar astea în 80 de districte, supervizate de Adunarea Națională (cu 14 membri aleși, 17 delegați de regiuni și organele interne), conduși de Chief Scout and Chief Guide, care, la rândul lor, desemnează președintele și membri comitetului executiv. Comunicarea între conducerea organizației și regiuni, districte se întâmplă prin intermediul pachetelor informative trimise lunar, de cele mai multe ori prin e-mail.

## Evenimente
Junák organizează o mulțime de evenimente la nivel național și local, cum ar fi Cursa lui Svojsík, din doi în doi ani. Junák era gazda Intercamp-ului în 1994 și 2004, iar Cercetașii Apelor organizează o jamboree tematică numită Navigamus, în fiecare trei ani. Au loc și culegeri de fonduri și campanii de informare în diverse teme (cercetarea cancerului, proiecte de dezvoltare în Etiopia). În preajma crăciunului cercetașii împart lumina de la Betleem în toată țara. 
Junák publică șase reviste, cu tematică specifică anumitor grupuri de vârstă, și anual în jur de 15-20 de alte publicații, majoritatea lor fiind materiale pentru lideri. Organizația întreține centre de cercetași peste tot în țară, unele dintre ele fiind deschise și pentru publicul larg (de exemplu drept loc de cazare).

## Programa educațională
- Vlčata a světlušky/lupișori și licurici (între 6-10 ani)
- Skauti a skautky/cercetași și ghide (între 11-15 ani)
- Roveři/roveri ș rangeri (între 15-26 ani)

## Ideologie și simboluri
Motto-ul Buď připraven se traduce Fii pregătit. Crinul cercetașilor cehi a fost creat de renumitul pictor Mikoláš Aleš (capul câinelui chodovian fiind un vechi simbol al loialității și libertății). Imnul cercetașilor a fost compus de Karel Kovarovič.

## Promisiunea de cercetaș
Promit pe onoarea mea că voi face tot ce îmi stă în putere în a servi cel mai înalt adevăr și iubire, mereu fidel; în a-mi îndeplini datoria și a respecta legea cercetașului; în a fi pregătit să-mi ajut poporul și cei aproape mie, cu tot sufletul și trupul.
Credincioșii pot spune la sfârșit: așa să mă ajute Dumnezeu.

## Legea cercetașilor
- Un cercetaș mereu spune adevărul.
- Un cercetaș este de încredere și loial.
- Un cercetaș este util și îi ajută pe ceilalți.
- Un cercetaș este prietenul celor care au bune intenții și fratele altor cercetași.
- Un cercetaș este politicos.
- Un cercetaș protejează natura și creaturile valoroase pe pământ.
- Un cercetaș ascultă de părinți, superiori și liderii de cercetaș.
- Un cercetaș este vesel.
- Un cercetaș este econom.
- Un cercetaș este curat în cuvinte, gânduri și fapte.